# Páramo del Sil
Páramo del Sil là một đô thị trong tỉnh León, Castile và León, Tây Ban Nha.